# Ctenus nigrolineatus
Ctenus nigrolineatus là một loài nhện trong họ Ctenidae.
Loài này thuộc chi Ctenus. Ctenus nigrolineatus được Lucien Berland miêu tả năm 1913.